# Multiwfn
Multiwfn ist ein Programm zur Analyse von elektronischen Wellenfunktionen.

## Funktionen
Multiwfn kann genutzt werden, um Wellenfunktionen aus computerchemischen Rechnungen diverser Programmpakete wie GAUSSIAN, GAMESS, Firefly (Software), ORCA, Q-Chem, TURBOMOLE und weiteren zu analysieren. Weiterhin sind mit spezifischer Funktionalität auch weitere Dateiformate möglich.
Anhand der Wellenfunktion können unter anderem das elektrostatische Potential oder die Elektronenlokalisation an verschiedenen Punkten berechnet werden. Weiterhin ist eine Populations- sowie Analyse der Bindungsordnung oder Orbitalzusammensetzung möglich. Ebenso kann die Topologie der Elektronendichte bestimmt werden. Dadurch können beispielsweise bindungskritische Punkte berechnet werden.
Ein Großteil des Programms ist textbasiert, allerdings besteht in vielen Fällen die Möglichkeit Ergebnisse grafisch zu visualisieren.

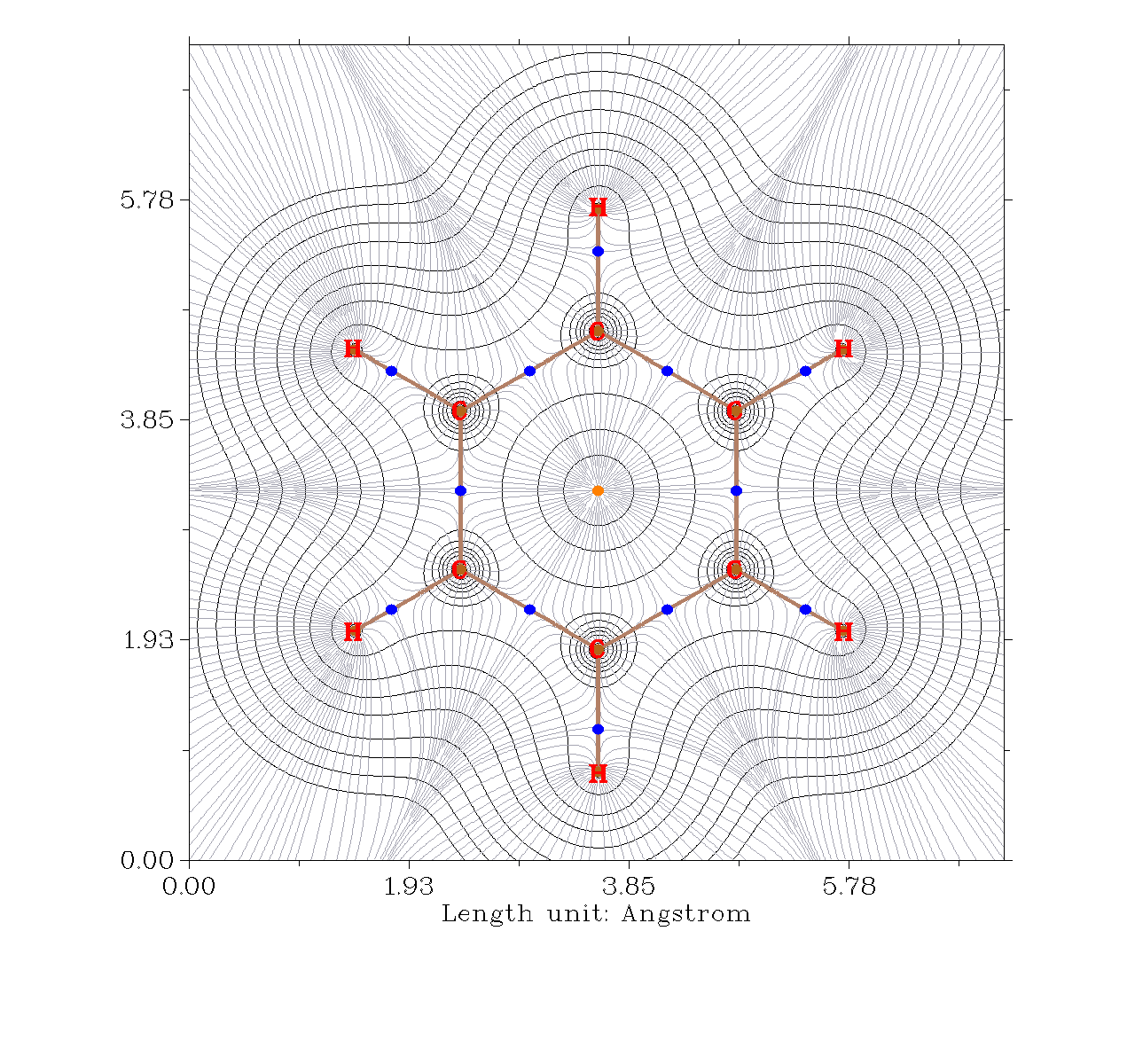
Mittels Multiwfn dargestellte Elektronendichtekarte von Benzol auf PW6B95D3/def2tzvp-Niveau. Kernkritische Punkte sind in braun, bindungskritische Punkte in blau und der Ringkritische Punkt in orange angegeben.
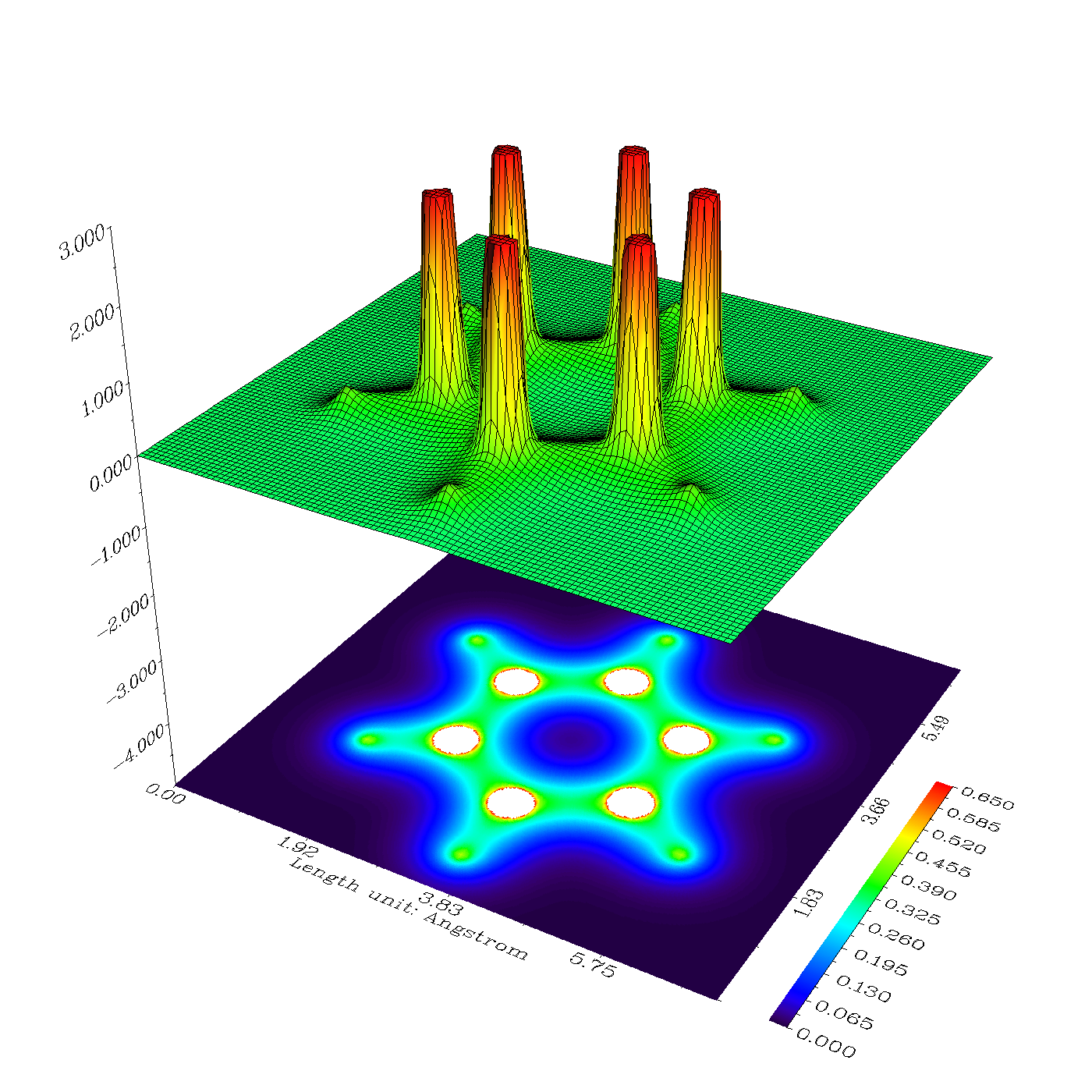
Eine weitere Darstellungsweise der Elektronendichte von Benzol mit Multiwfn.

## Verfügbarkeit
Multiwfn steht als Open-Source-Software sowohl akademischen als auch kommerziellen Nutzern kostenlos zur Verfügung.